# Catedral de Friburgo de Brisgovia

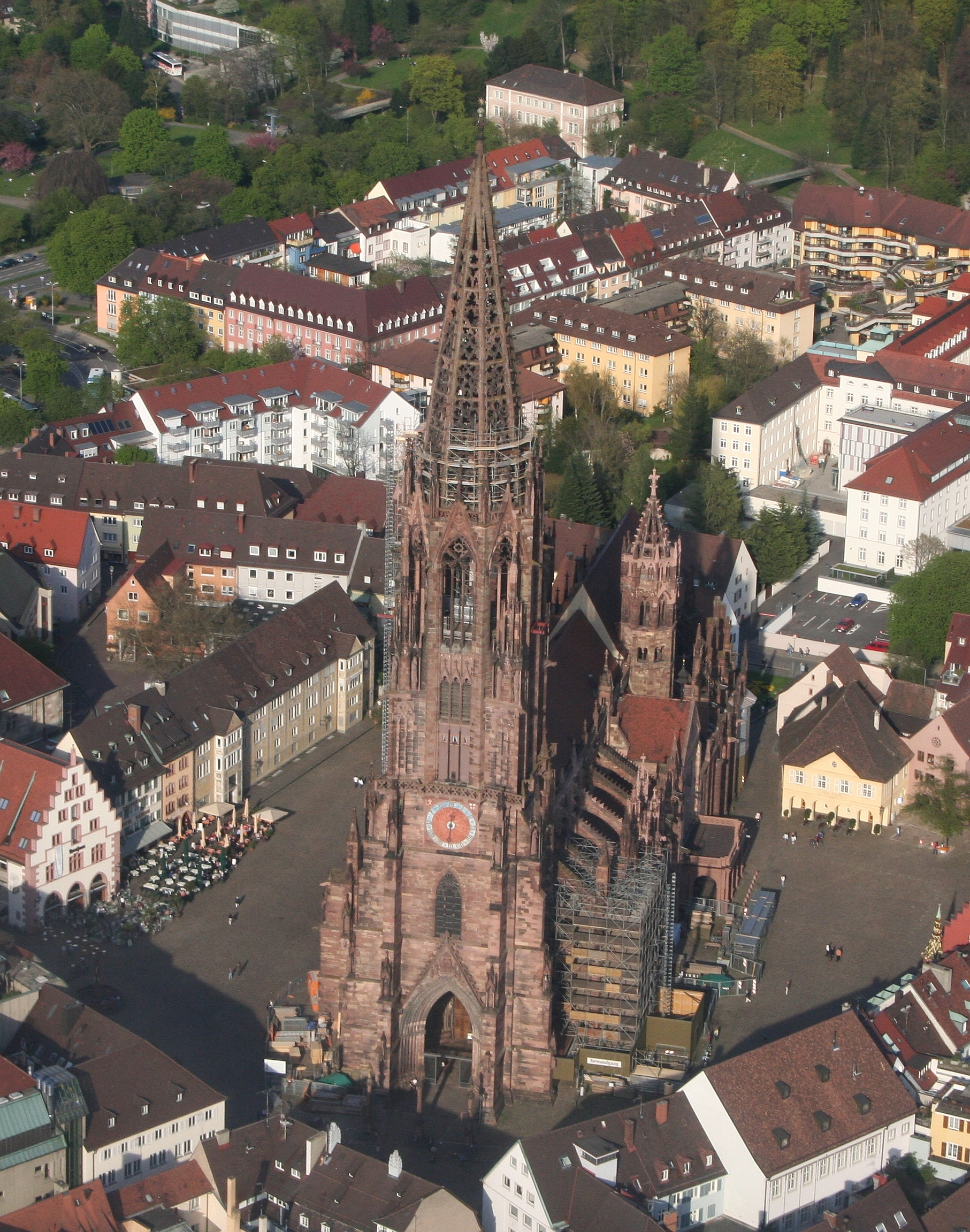
Vista aérea de la catedral de Friburgo

La catedral de Friburgo de Brisgovia (en alemán: Freiburger Münster o Münster Unserer Lieben Frau) es un edificio mayoritariamente de arquitectura gótica situado en el núcleo de Friburgo de Brisgovia, Baden-Wurtemberg, Alemania. Fue construida en tres etapas, la primera comenzó en 1120 bajo el reinado del duque Conrado de Zähringen; la segunda en 1210, y por último, la tercera en 1230. La iglesia se convirtió en la sede del obispado de Friburgo, cuando fue elevada a catedral en 1827.

## Construcción
De la primitiva iglesia románica, iniciada hacia el año 1200, sólo quedan los brazos del crucero, flanqueados por las «torres de los gallos», de planta octogonal y coronadas por agujas góticas. El edificio se fue ampliando por poniente, reflejando claramente sus diferentes fases constructivas dentro del gótico.
La espléndida torre de la fachada, es uno de los raros ejemplos en Alemania con una edificación concluida durante la Edad Media, pertenece a la segunda etapa de construcción del templo, es decir, al gótico.
En 1354 se empezó a levantar el nuevo presbiterio. La magnitud del proyecto y la inestabilidad política de 
la época retrasaron su consagración hasta el 1513. Se caracteriza por su amplia nave con deambulatorio cubierto con soberbias bóvedas reticuladas típicas del gótico tardío germánico.
Tanto el vestíbulo como la portada oeste están poblados de esculturas de finales del siglo XIII, que representan a Satanás y a diversos personaje bíblicos. En el interior, la nave principal también está embellecida con una interesante estatuaria. En el luminoso presbiterio se puede contemplar un retablo de Hans Baldung Grien (siglo XVI).

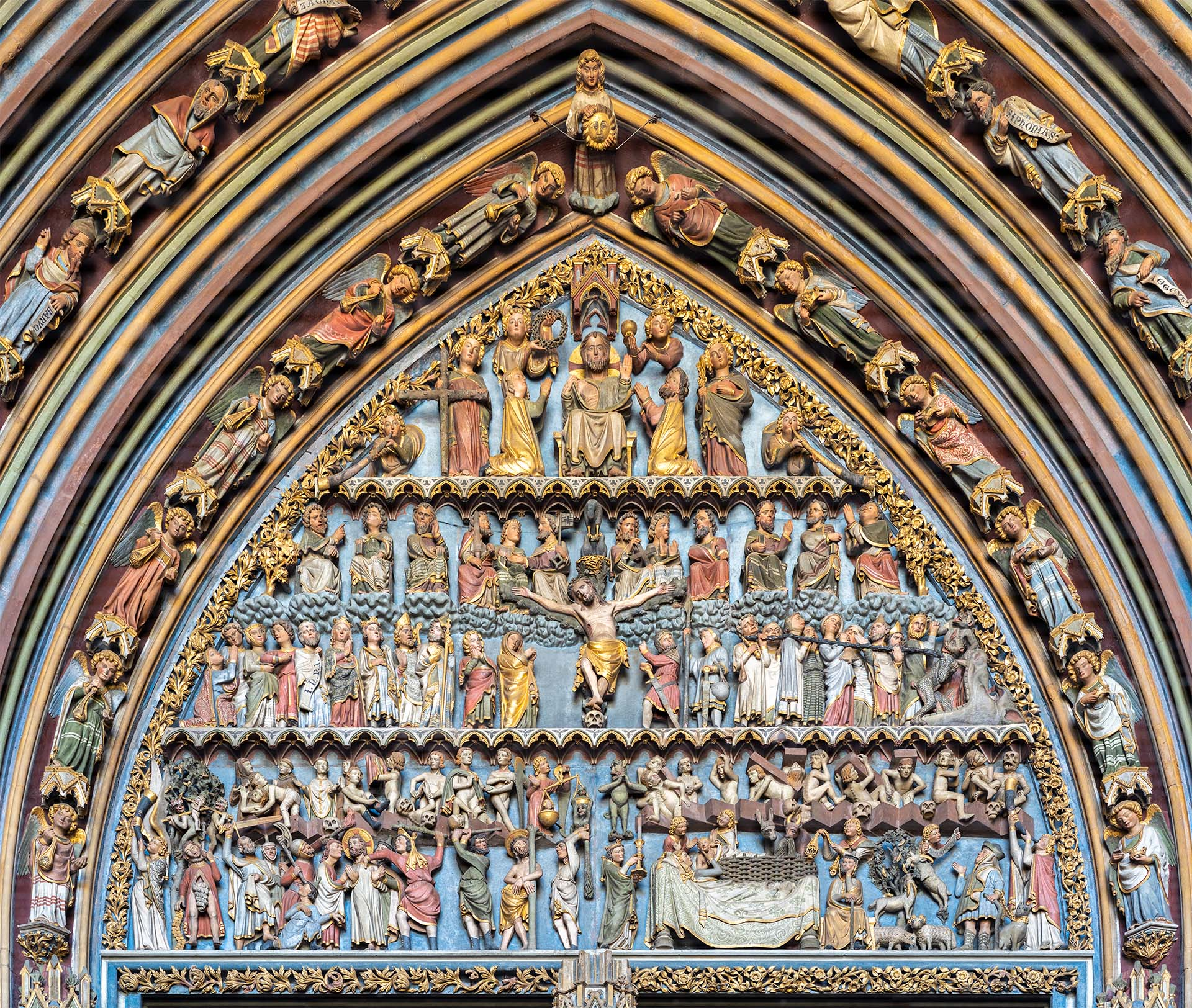
Tímpano policromo del siglo XV

El campanario, de planta cuadrada, adquiere forma de una pirámide octogonal que se levanta hasta los 116 metros. La torre se abre en diferentes niveles de ventanas y está coronada por una delicada aguja.

## Vitrales
La catedral de Friburgo es una de las pocas iglesias alemanas todavía en posesión de gran parte del patrimonio original de vitrales medievales. Las ventanas fueron financiadas entre los siglos XIII y XVI por los socios de los gremios de la ciudad de artesanía y mineros de la Selva Negra, la Universidad y la dinastía imperial de los Habsburgo.
Las vidrieras de la catedral más antiguas se encuentran en las tres ventanas situadas en la parte sur del crucero, son las vidrieras de colores (llamadas Wurzel-Jesse-Fenster) que consiste en grupos de medallones circulares fechadas entre 1212 y 1220 y que representan la genealogía de Cristo, son uno de los mejores ejemplos de pintura sobre vidrio de la época románica. Los medallones, que originalmente formaban una sola ventana en el coro de la iglesia románica fueron trasladadas primero al coro gótico tardío (en esta fase se perdieron medallones que representan Isaías y David) y en 1927 se «parte» para formar las tres ventanas del crucero. Aparecen a la izquierda los patriarcas Jacob, Isaac y Moisés, el rey Salomón en el centro junto con Cristo y María y en la parte derecha Roboam y Joram y el profeta Elías.
Los ventanales en su mayoría son originales, pero modificados o complementados en el siglo XIX, las ventanas del coro son copias, y los originales se conservan en un museo de la ciudad. Durante la última reforma de 1970-1982 en el exterior de las ventanas de la nave, el crucero y la mitad superior del coro se colocaron protecciones para evitar daños por los fenómenos meteorológicos.

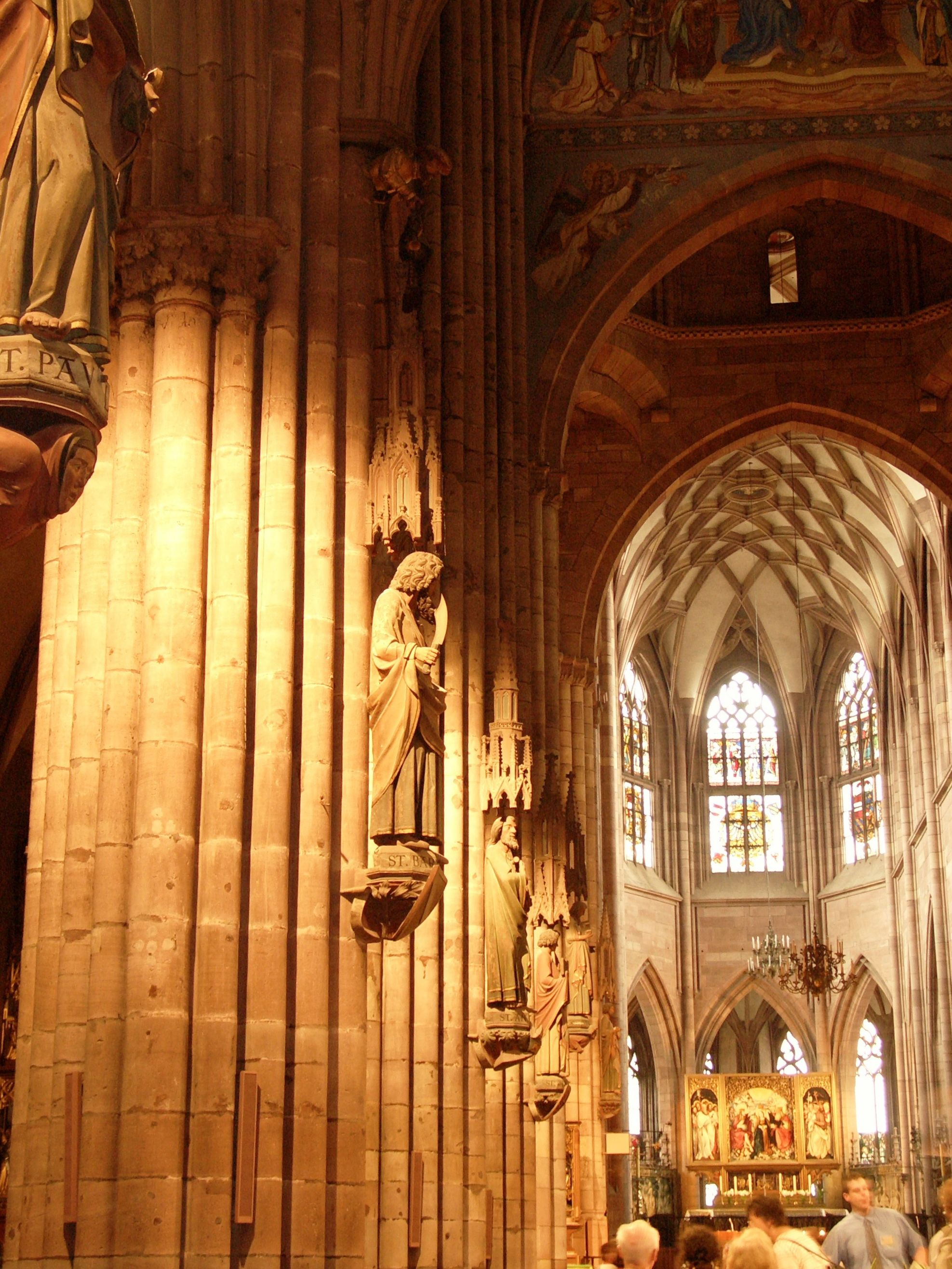
Detalle de las esculturas.
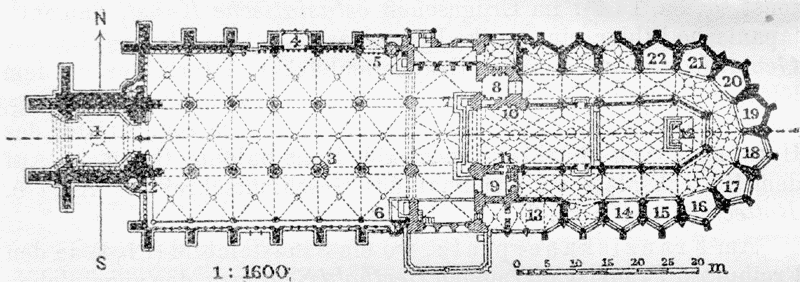
Planta de la catedral.
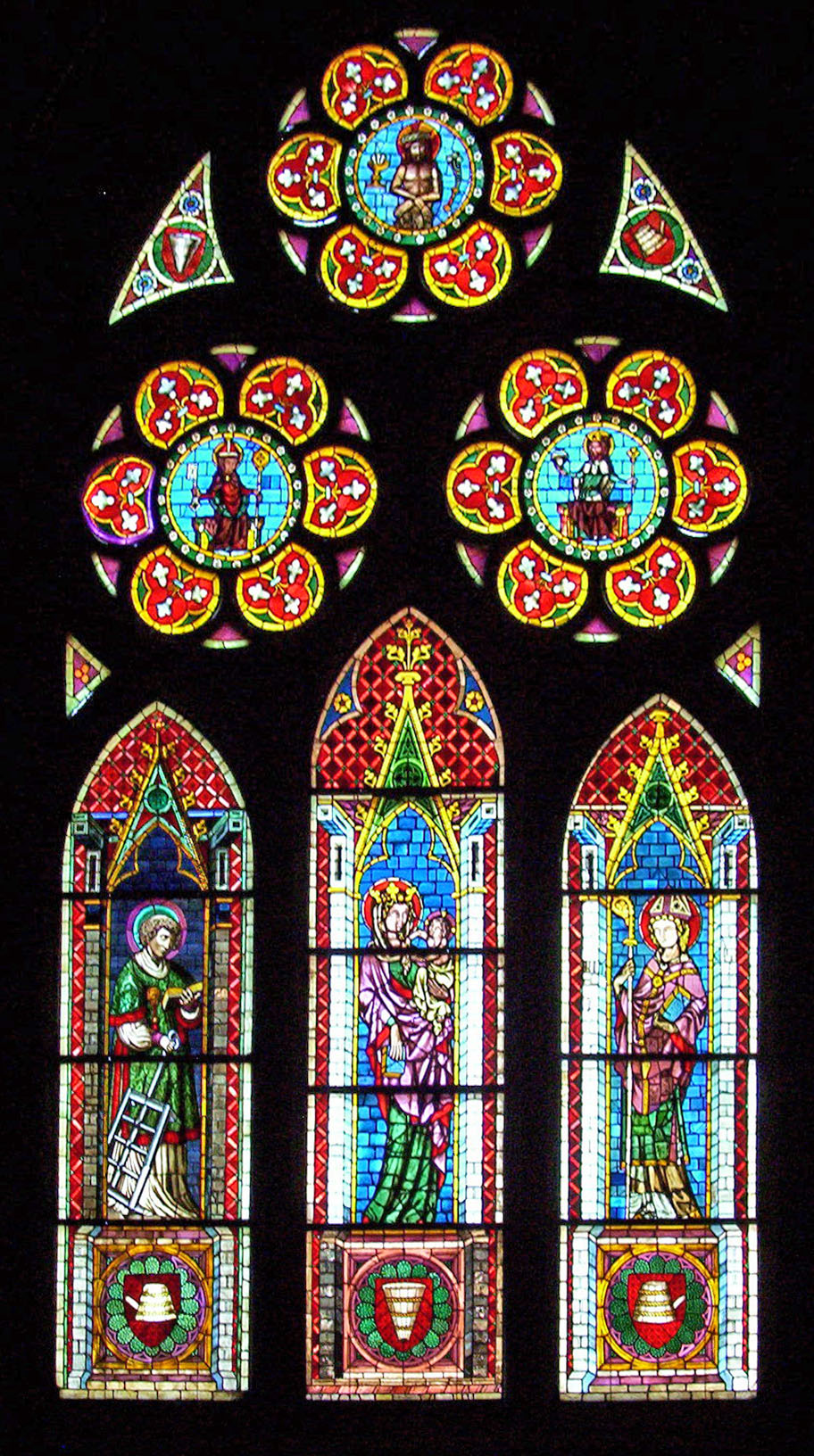
Vitral de la nave.

## Conservación
Para la conservación de la catedral, fue fundada el Münsterbauverein Freiburger (Asociación de Friburgo para la construcción de la catedral). La asociación invierte varios millones de euros cada año en el cuidado y mantenimiento del edificio y su interior. El arquitecto encargado actualmente Yvonne Faller y el presidente de la asociación es Sven von Ungern-Sternberg.